# Período Nectárico

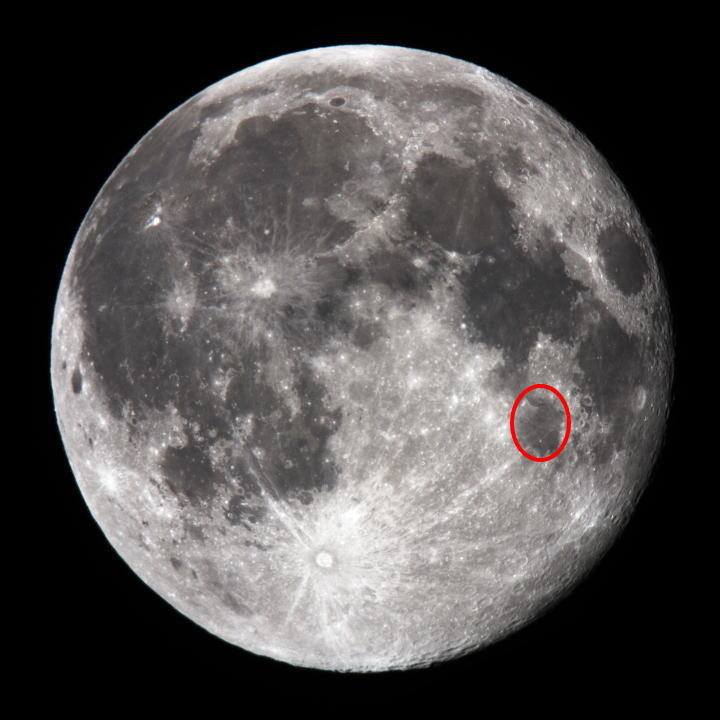
Localización de Mare Nectaris.

El Período Nectárico, en la escala de tiempo geológico lunar, abarca el intervalo comprendido entre 3920 y 3850 millones de años atrás durando aproximadamente 70 millones de años (aunque las fechas son estimadas, y pueden variar dependiendo de la literatura consultada) Es el período durante el cual Mare Nectaris y otras grandes cuencas se formaron por grandes impactos. Se encuentra comprendido entre los periodos Pre-Nectárico e Ímbrico Inferior.
El Sistema Nectárico comprende todos los materiales de la Cuenca Nectaris, y todos los materiales depositados antes del ocurrimiento de la cuenca Imbrium. Por lo tanto, el Nectárico corresponde al periodo temporal comprendido entre el impacto que formó la cuenca Nectaris, y el que formó la cuenca Imbrium. Los materiales del periodo cubren un gran área del lado visible y del oculto de la luna, alrededor de su borde este.
En general, los materiales del periodo son similares a los del periodo Pre-Nectárico, y se cree que fueron formados en procesos similares. Las diferencias principales son el tamaño menor de las cuencas del periodo Nectárico, y diferencias de desgaste, debido a la menor antigüedad de los materiales de este periodo, que están menos erosionados.

## Geología terrestre
Puesto que actualmente en la Tierra no se tienen apenas muestras geológicas de este período, el Nectárico lunar se ha utilizado como guía para subdividir el Eón Hadeico en por lo menos un notable trabajo científico. La Comisión Internacional de Estratigrafía no ha reconocido ni esta era, ni ninguna otra subdivisión Hadeica.
| Supereón    | Eón Eonotema     | Era Eratema                | Periodo Sistema            | Inicio, en millones de años |
| ----------- | ---------------- | -------------------------- | -------------------------- | --------------------------- |
| Precámbrico | Proterozoico     | Neo- proterozoico          | Ediacárico Ediacariano     | ~635                        |
| Precámbrico | Proterozoico     | Neo- proterozoico          | Criogénico Criogeniano     | ~720                        |
| Precámbrico | Proterozoico     | Neo- proterozoico          | Tónico Toniano             | 1000                        |
| Precámbrico | Proterozoico     | Meso- proterozoico         | Esténico Steniano          | 1200                        |
| Precámbrico | Proterozoico     | Meso- proterozoico         | Ectásico Ectasiano         | 1400                        |
| Precámbrico | Proterozoico     | Meso- proterozoico         | Calímico Calymmiano        | 1600                        |
| Precámbrico | Proterozoico     | Paleo- proterozoico        | Estatérico Statheriano     | 1800                        |
| Precámbrico | Proterozoico     | Paleo- proterozoico        | Orosírico Orosiriano       | 2050                        |
| Precámbrico | Proterozoico     | Paleo- proterozoico        | Riásico Rhyaciano          | 2300                        |
| Precámbrico | Proterozoico     | Paleo- proterozoico        | Sidérico Sideriano         | 2500                        |
| Precámbrico | Arcaico Arqueano | Neoarcaico Neoarqueano     | Neoarcaico Neoarqueano     | 2800                        |
| Precámbrico | Arcaico Arqueano | Mesoarcaico Mesoarqueano   | Mesoarcaico Mesoarqueano   | 3200                        |
| Precámbrico | Arcaico Arqueano | Paleoarcaico Paleoarqueano | Paleoarcaico Paleoarqueano | 3600                        |
| Precámbrico | Arcaico Arqueano | Eoarcaico Eoarqueano       | Eoarcaico Eoarqueano       | 4031±3                      |
| Precámbrico | Hádico Hadeano   | Hádico Hadeano             | Hádico Hadeano             | 4567                        |